# 灵关镇
灵关镇，是中华人民共和国四川省雅安市宝兴县下辖的一个乡镇级行政单位。

## 行政区划
灵关镇下辖以下地区：
灵关社区、钟灵村、大沟村、河口村、新场村、磨刀村、大渔村、中坝村、上坝村、后山村、建联村、安坪村和紫云村。